# بروملی (میسوری)
بروملی (به انگلیسی: Brumley) یک روستا (ایالات متحده آمریکا) در ایالات متحده آمریکا است که در شهرستان میلر، میزوری واقع شده‌است.
 بروملی ۱٫۴۳ کیلومتر مربع مساحت و ۹۱ نفر جمعیت دارد و ۲۳۷٫۱۴ متر بالاتر از سطح دریا واقع شده‌است.